# Hippa indica
Hippa indica is een tienpotigensoort uit de familie van de Hippidae. De wetenschappelijke naam van de soort is voor het eerst geldig gepubliceerd in 1986 door Haig, Murugan & Balakrishnan Nair.